# Best of Első Emelet – A film forog tovább
A Best of Első Emelet – A film forog tovább egy válogatásalbum, mely 1997-ben jelent meg és a csapat legnagyobb slágereit tartalmazza. Az album CD-n és kazettán is megjelent. Az albumon az Óvatosan lépkedj című dal 1997-es változata is szerepel.

## Az album dalai
1. Amerika	3:42
2. Táncosnő	5:24
3. Édes Évek	4:42
4. Vannak Dolgok	3:34
5. Nézelődünk	3:50
6. Madame Pompadour	3:59
7. Dadogós Break	2:43
8. Angyali Vallomás	4:42
9. Állj, Vagy Lövök!	3:19
10. Idegenek A Városban	3:04
11. Csakazértis Szerelem	3:38
12. Subiduma	2:43
13. Kis Generáció	4:29
14. Drakula Táncol	4:28
15. Középkori Házibuli	4:06
16. A Film Forog Tovább	4:02
17. Óvatosan Lépkedj (1997 Remix)	4:02